# Карсавский край
Ка́рсавский край (латыш. Kārsavas novads) — бывшая административно-территориальная единица на востоке Латвии, в историко-культурной области Латгалия. Край состоял из пяти волостей и города Карсава, который являлся центром края.
Площадь края составляла 628,4 км². Граничил с Балтинавским, Балвским, Резекненским, Циблским краями Латвии, а также с Пыталовским и Красногородским районами Псковской области Российской Федерации.
Край был образован 1 июля 2009 года из части упразднённого Лудзенского района.
В 2021 году в результате новой административно-территориальной реформы Карсавский край был упразднён, а его территория вошла в состав Лудзенского края.

## Население
По оценке на 1 января 2015 года, население края составляло 5812 постоянных жителей, на 1 января 2010 года — 7013 человек.

### Национальный состав
Национальный состав населения края по итогам переписи населения Латвии 2011 года:
| Национальность        | Численность, чел. (2011) | %        |
| --------------------- | ------------------------ | -------- |
| Латыши                | 4871                     | 77,59 %  |
| в том числе латгальцы |                          |          |
| Русские               | 1249                     | 19,89 %  |
| Украинцы              | 52                       | 0,83 %   |
| Поляки                | 28                       | 0,45 %   |
| Белорусы              | 26                       | 0,41 %   |
| Литовцы               | 14                       | 0,22 %   |
| Другие                | 38                       | 0,61 %   |
| всего                 | 6278                     | 100,00 % |

## Территориальное деление
- город Карсава (латыш. Kārsavas pilsēta)
- Голышевская волость (латыш. Goliševas pagasts)
- Малнавская волость (латыш. Malnavas pagasts)
- Межвидская волость (латыш. Mežvidu pagasts)
- Мердзенская волость (латыш. Mērdzenes pagasts)
- Салнавская волость (латыш. Salnavas pagasts)